# Protest the Hero

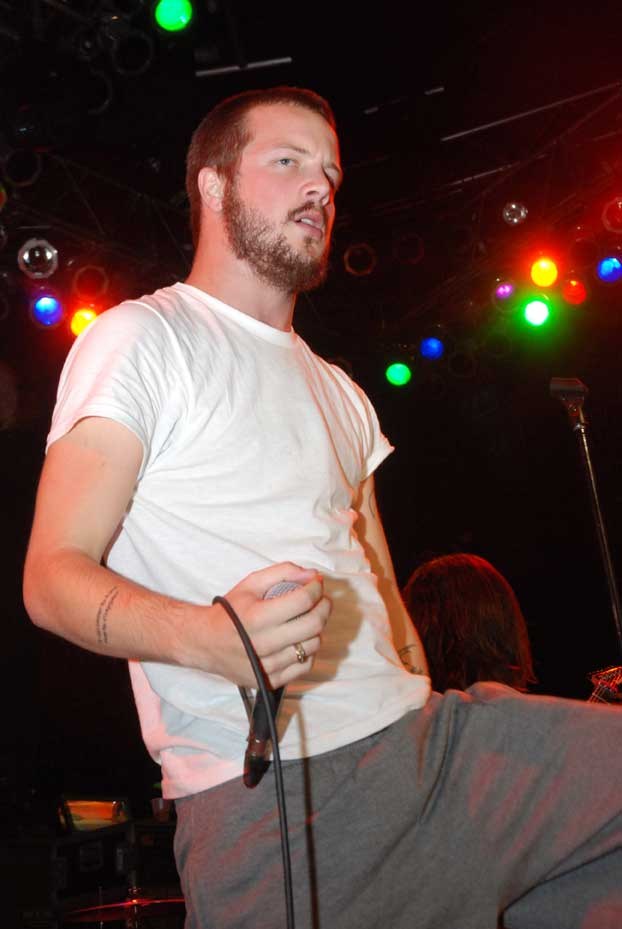
Rody Walker, leadzanger van Protest the Hero

Protest the Hero is een metalband uit Whitby, in de Canadese provincie Ontario. De band is in 1999 begonnen onder de naam Happy Go Lucky, en is qua samenstelling daarna niet meer veranderd. In 2002 veranderden zij hun naam in Protest the Hero, vlak voordat hun debuut-ep Search for the Truth uitkwam.
Hun muziek wordt gekenmerkt door een grote variatie, zowel in tempo, ritme, melodieën en zangstijlen, en vertoont zowel invloeden uit de richting van de progressieve metal, mathcore en screamo als de power metal. Opvallend is de afwisseling tussen cleane zang, screams en grunts.

## Bandleden
- Moe Carlson - Drums
- Luke Hoskin - Leadgitaar, achtergrondzang, piano
- Tim Millar - Slaggitaar, achtergrondzang, piano
- Arif Mirabdolbaghi - Bas, achtergrondzang
- Rody Walker - Zang

## Discografie
- 2001 - Happy Go Lucky (demo)
- 2002 - Search for the Truth (ep)
- 2003 - A Calculated Use of Sound (ep)
- 2005 - Kezia (album)
- 2008 - Fortress (album)
- 2008 - Sequoia Throne Remix (ep)
- 2009 - Gallop Meets the Earth (livealbum)
- 2011 - Scurrilous (album)
- 2013 - Volition (album)
- 2016 - Pacific Myth (album)